# Ephedromyia strobilaceae
Ephedromyia strobilaceae är en tvåvingeart som beskrevs av Fedotova 1993. Ephedromyia strobilaceae ingår i släktet Ephedromyia och familjen gallmyggor.
Artens utbredningsområde är Turkmenistan. Inga underarter finns listade i Catalogue of Life.